# René Llense
René Llense (Colliure, 14 de julio de 1913 - ibídem, 12 de marzo de 2014) fue un entrenador y jugador de fútbol francés que jugaba en la demarcación de portero.

## Biografía
Debutó como futbolista en 1931 con el FC de Sète 34, club en el que jugó durante las ocho temporadas siguientes. Con el equipo, tres años después, consiguió ganar la Copa de Francia de Fútbol y la Ligue 1, en la temporada 1933/1934. En 1938 fichó por el AS Saint-Étienne por 170 000 francos, donde permaneció otros siete años más. También jugó para el Sporting Toulon Var y para el RC Vichy. Equipo en el que se retiró como futbolista en 1949. Mientras jugaba en el Sporting Toulon Var, Llense era un jugador-entrenador, ya que jugabe y entrenaba al equipo al mismo tiempo. Unos años después se hizo cargo del AS Béziers Hérault, al que entrenó durante los siete años siguientes, siendo el último equipo al que entrenaba, dejando el cargo en 1955.
Falleció el 12 de marzo de 2014 en Colliure a los 100 años de edad.

## Selección nacional
Aunque fue convocado por la selección para jugar la Copa Mundial de Fútbol de 1934, no llegó a debutar dado que su posición como guardameta la ocupaba Alex Thépot. Finalmente hizo su debut con la selección de fútbol de Francia el 17 de febrero de 1935 contra la selección de fútbol de Italia, partido que finalizó por 2-1 a favor del combinado italiano. Ha jugado para la selección un total de once partidos. Cuatro años después de la última, sí puedo jugar la Copa del Mundo, en este caso la Copa Mundial de Fútbol de 1938. Tras el fallecimiento de Francisco Varallo a los 100 años en 2010, Llense se convirtió en el último futbolista superviviente que participó en la Copa del Mundo de 1934.

## Clubes

### Como futbolista
| Club                | País    | Año         |
| ------------------- | ------- | ----------- |
| FC de Sète 34       | Francia | 1931 - 1938 |
| AS Saint-Étienne    | Francia | 1938 - 1945 |
| Sporting Toulon Var | Francia | 1946 - 1947 |
| RC Vichy            | Francia | 1947 - 1949 |

### Como entrenador
| Club                | País    | Año         |
| ------------------- | ------- | ----------- |
| Sporting Toulon Var | Francia | 1946 - 1947 |
| AS Béziers Hérault  | Francia | 1948 - 1955 |

## Palmarés

### Como futbolista

#### Campeonatos nacionales
| Título                    | Club          | País    | Año  |
| ------------------------- | ------------- | ------- | ---- |
| Ligue 1                   | FC de Sète 34 | Francia | 1934 |
| Copa de Francia de Fútbol | FC de Sète 34 | Francia | 1934 |